# Jaap van Soest
Jaap van Soest (1941) is een Nederlands geschiedkundige en bestuurder. Hij specialiseerde zich in de geschiedenis van Curaçao en ontving daarvoor in 1978 de Cola Debrotprijs. Later werd hij directeur bij de omroep KRO en directeur van de ontwikkelingshulporganisatie Mensen in Nood.

## Biografie
Jaap van Soest studeerde in 1966 af in het vak sociaal-economische geschiedenis. In 1969 begon hij als leraar geschiedenis aan het Peter Stuyvesant College in Curaçao. Als reactie op de rellen van Trinta di mei bij de Isla-raffinaderij van Shell waren veel burgers vertrokken. Voor Van Soest en zijn vrouw betekende dat moment toen een prikkel om juist met hun twee kinderen naar Curaçao te komen. Als promovendus had hij de dekolonisatie van Indonesië  bestudeerd. Hij dacht dat de Nederlandse Antillen op eenzelfde omwenteling stonden en dat wilde  hij van  binnenuit  meemaken. Hij schreef in die tijd ook artikelen voor Amigoe di Curaçao.
In 1971 gaf Van Soest samen met onder meer Victor Pinedo en Jaime de Sola een zomercursus waarin recente Curaçaose geschiedenis aan bod kwam. Er was veel belangstelling; ondanks de vele verhalen op het eiland, was er weinig objectieve informatie hierover beschikbaar. In aansluiting hierop kreeg hij van het ministerie van Onderwijs en Wetenschappen opdracht om onderzoek te doen naar de economie van Curaçao, met daarin een belangrijk aandeel voor de geschiedenis van Shell. Hierbij kreeg hij de garantie dat het zou worden uitgegeven door de Rechtsschool (een voorloper van de Universiteit van de Nederlandse Antillen). Hem werd toegang verschaft tot het archief van het gouvernement en van Shell in Den Haag.
In 1975 promoveerde hij tot doctor in de letteren aan de Radboud Universiteit in Nijmegen op zijn proefschrift getiteld Het begin van de ontwikkelingshulp in de Verenigde Naties en in Nederland, 1945-1952.
Hij bracht het boek in 1976 uit onder de titel Olie als water: de Curaçaose economie in de eerste helft van de twintigste eeuw, over de eerste veertig jaar van Shell op Curaçao, tot 1955.
Van Soest werd op 12 mei 1978 onderscheiden met de Cola Debrotprijs vanwege zijn bestudering en beschrijving van een belangrijke periode uit de geschiedenis van het eiland. Van de vijftienhonderd gulden dat als prijs uitgereikt werd, werd duizend gulden ter beschikking gesteld van een nog op te richten geschiedkundige vereniging op Curaçao. Vijf jaar na de oprichting trok de vereniging onder meer met lezingen de wijken in.
In 1980 keerde hij terug naar Nederland, waar hij tot 1986 werkte als beleidsmedewerker voor Cebemo (later Cordaid). Vervolgens was hij tot 1992 directeur voor sociaal-economische zaken van de Katholieke Radio Omroep (KRO) en daarna tot 1999 directeur van Mensen in  Nood (later ook Cordaid). Daarnaast was hij voorzitter van de Stichting ter Bevordering van de Media in Ontwikkelingslanden (voorheen Stichting de Stem). Ook heeft hij in zijn leven tal van bestuursfuncties en andere nevenfuncties bekleed.